# اسمیتسونیان (مجله)
اسمیتسونیان نام مجله‌ای رسمی است که توسط مؤسسه اسمیتسونین در واشینگتن دی سی منتشر می‌شود. اولین شمارهٔ منتشرهٔ آن در سال ۱۹۷۰ بوده‌است. این مجله به صورت ماهنامه پخش می‌شود.